# Maesa reinwardtii
Maesa reinwardtii är en viveväxtart som beskrevs av Carl Ludwig von Blume och Rudolph Herman Scheffer. Maesa reinwardtii ingår i släktet Maesa och familjen viveväxter. Inga underarter finns listade i Catalogue of Life.